# Chongqing Bisu Automobile

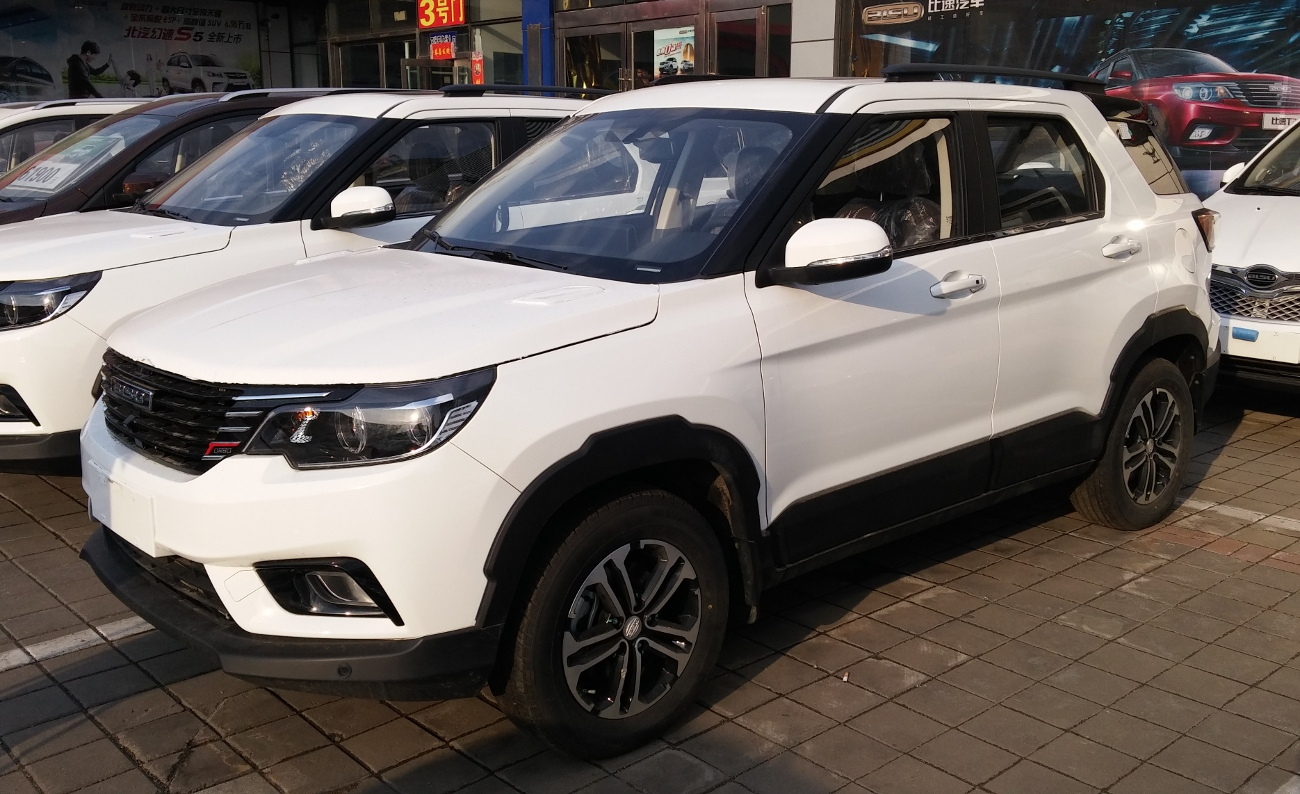
Bisu T3

Chongqing Bisu Automobile ist ein Hersteller von Automobilen aus der Volksrepublik China.

## Unternehmensgeschichte
Das Unternehmen wurde am 28. April 2015 gegründet. Es gehört zur Chongqing Yinxiang Industrial Group aus Chongqing. Eine Quelle gibt hingegen an, Bisu gehöre zu Beiqi Yinxiang Automobile. Das ist nicht unbedingt ein Widerspruch, denn Beiqi Yinxiang Automobile ist ein Gemeinschaftsunternehmen von Yinxiang und der Beijing Automotive Group. Seit 2016 werden Automobile der Marke Bisu verkauft.